# 三神器

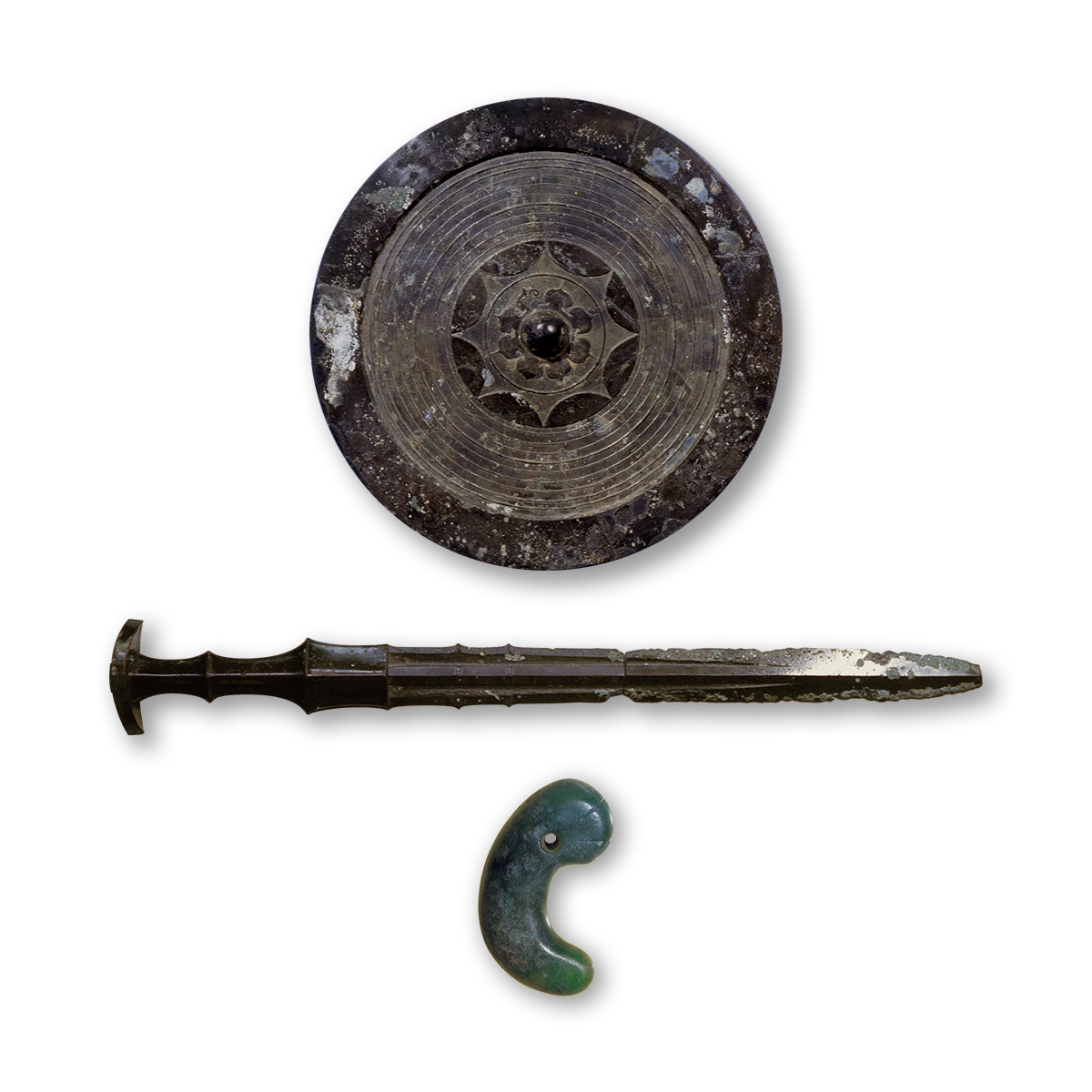
三神器（劍、鏡、玉）的想像外觀

三神器是指日本创世神话故事中源自天照大神，並在其後代日本天皇手中代代流傳的三件神器。目前仍有一些日本人認為三神器是代表天皇的正统象征，在日本的地位类似中国的九鼎、传国玺與朝鲜半岛的天符印。

## 神话中的三神器
最初神器由忌部氏保管，后在持统天皇时由中臣氏提出三神器，包括：
- 八咫鏡（やた の かがみ）：一柄銅镜。相傳如今供奉于三重縣伊勢市的伊勢神宮。
- 天叢雲劍（あまのむらくも の つるぎ）：又名「草薙劍」，源于創世神话中素戔嗚尊的寶剑，他斬殺八岐大蛇後從其尾部取得。相傳如今供奉于名古屋市热田区的热田神宫。
- 八尺瓊勾玉（やさかに の まがたま）：又稱「八阪瓊曲玉」，一颗尖勾形状的勾玉（也有實際上是兩顆，但一顆已佚失的傳說）。相傳如今供奉于东京的皇居。

日本神話中，天叢雲劍是素戔嗚尊斬殺八岐大蛇而得。有一說指出，1185年日本两大武士集团平氏和源氏在坛之浦海域决战，源氏获胜，而平氏所立的安德天皇带着天叢雲剑葬身海底；也有一說稱日本武尊带着此劍在海底長眠。但亦有流傳天叢雲劍至今為熱田神宮所供，然而是否為上古的天叢雲劍，已不得而知。
三神器皆在日本「記紀神話」（即《古事記》和《日本書紀》）內和天照大神有關的故事中被提及。其中的劍和鏡與日本神道教有關。而「八咫」與「八尺」是以當時的長度單位形容神器的尺寸相當大，後來衍變成專屬名稱。
在日本历史上，三神器通常是上任天皇传给下任天皇，偶尔也有通过各種手段争夺的时候，如：南北朝时期，北朝後小松天皇用下任天皇繼承權做交換，誘騙南朝後龜山天皇交出所保有的三神器，南朝天皇在交出三神器後退位，然而皇統則是後小松天皇的兒子稱光天皇繼承，至此日本南北朝的分裂合而為一。相傳如今皇居保有八尺瓊勾玉的原物以及其他兩件神器的形代之物（複製品）。
天叢雲劍和八尺瓊勾玉合稱劍璽，皇居內有劍璽之間，一般認為供奉八尺瓊勾玉的原物和天叢雲劍的形代，而皇居內宮中三殿的賢所供奉八咫鏡的形代。

## 古代意義
日本江戶儒學家林羅山在其《神道傳授》一文中將儒家提倡之王道與三神器合而為一：鏡代表智，玉代表仁，劍代表勇。智仁勇三德是王道的思想意涵，王者若以此三德治理國家，則王道即是神道，就如同鏡擬為日，玉擬為月，劍擬為星，三者俱備後天地皆明。

## 在日本外的紀錄
當時為滿洲國皇帝的溥仪在1940年6月抵日時，被迫向昭和天皇要求恭迎三神器的仿製品回國供奉天照大神，而他心裏對三神器是不以為然的。在他的回忆录《我的前半生》写道：“裕仁站起来，指着桌子上的三样东西，即一把剑、一面铜镜和一块勾玉，所谓代表天照大神的三件神器，向我讲解了一遍。我心里想：听说在北京琉璃厂，这种玩艺很多，太监从紫禁城裡偷出去的零碎，哪一件也比这个值钱，这就是神圣不可侵犯的大神吗？这就是祖宗吗？在归途的车上，我突然忍不住哭了起来……”

## 现况

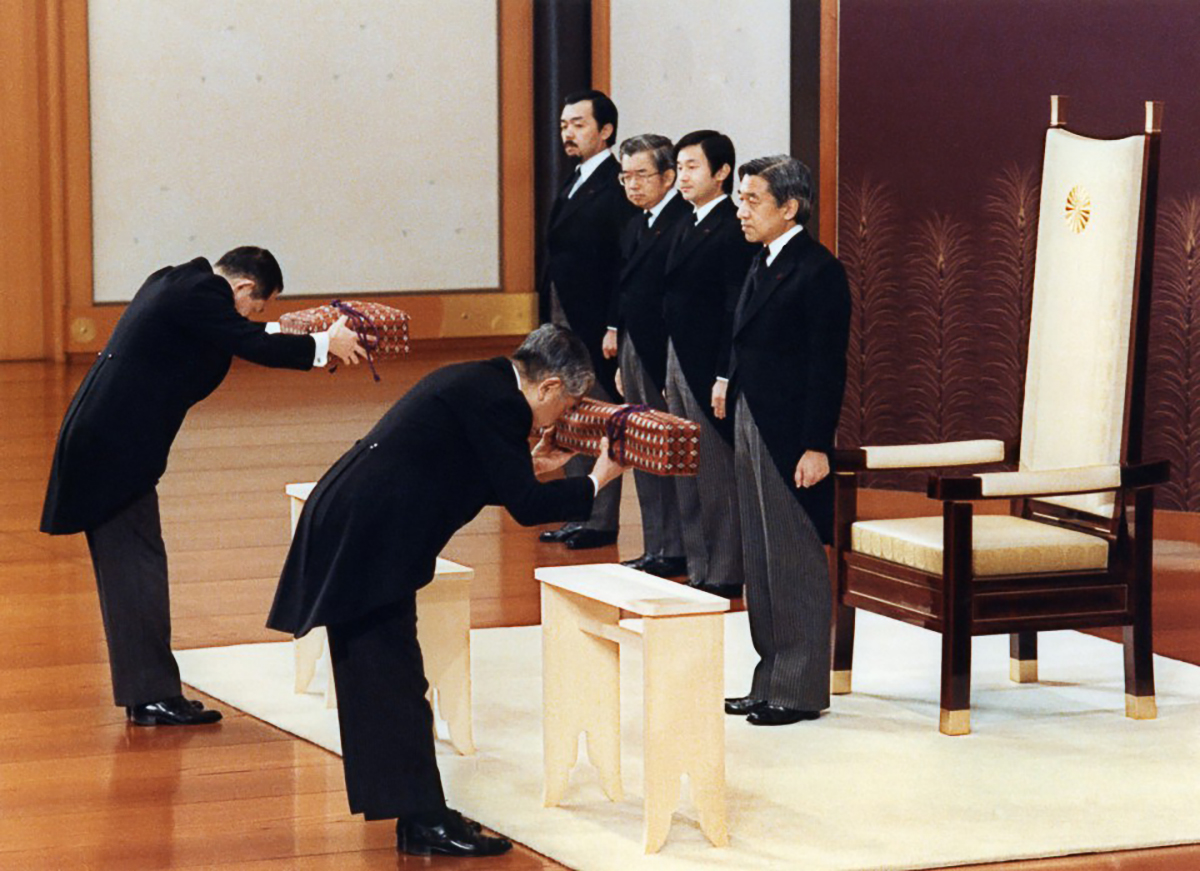
1989年3月「劍璽等承繼之儀」

據說没有人親眼見過三神器，同时上文所提的“神宫”與“皇居”也無法對外界提供照片或是任何可證實的資料來證明所謂的三神器確實存在，關於三神器的傳說始終蒙著一層神秘的面紗。

## 劍璽動座
2014年3月25日，明仁夫婦搭乘新幹線前往前一年進行式年遷宮之後的伊勢神宮參拜，宮內廳人員手捧兩只箱子隨行，據稱箱內裝有「劍璽」，即皇居內的天叢雲劍（複製品）和八尺瓊勾玉。
2019年4月17日，明仁夫婦以天皇、皇后身分進行最後一次地方訪問前往伊勢神宮參拜，在時任首相安倍晉三目送下，相隔五年再度從皇居帶出「劍璽」。

## 大众文化
三神器在日本青少年小說、漫畫與遊戲中是經常被採用的故事背景和典故出處。
- 《織田信奈的野望》、《拳皇》（格鬥天王）、《幽遊白書》闇的三大秘寶。
- 《GUNDAM SEED DESTINY》歐普的機動戰士
- 《ONE PIECE》黃猿的招式
- 《火影忍者》宇智波鼬的招式。
- 《美少女戰士》中外太陽系戰士的三神器。
- 《東方Project》中上白澤慧音的符卡名稱。
- 《鎖鎖美小姐@不好好努力》的邪神三姐妹：邪神劍、邪神鏡、邪神玉。
- 《神奇寶貝》的「湖之眾神」由克希、艾姆利多、亞克諾姆。
- 《大神》主角天照大神的武器：真經津鏡、八咫鏡、天叢雲劍、都牟刈太刀和八尺瓊勾玉

象征新生活的三神器，應每個年代的經濟景氣，和當時的熱門出口貨而作出調整。
- 日本戰後经济復甦時代，將黑白電視、洗衣機、冰箱稱為「三神器」。
- 日本高度经济成長時代，將彩色電視、窗型冷氣機、汽車稱為「新三神器」。
- 2003年1月31日，時任日本首相小泉純一郎將洗碗機、平板电视、照相手機稱為「新三神器」[8]。

## 關連項目
- 君權象徵（英语：Regalia）
- 絃上（日语：絃上）
- 賢所乘御車（日语：賢所乗御車）
- 誠實
- 皇室經濟法（日语：皇室経済法）
- 坂家寶劍（日语：坂家宝剣）
- 壺切御劍（日语：壺切御剣）
- 大刀契（日语：大刀契）
  - 護身劍（日语：護身剣）
  - 破敵劍（日语：破敵剣）
- 藤氏長者信物：
  - 朱器台盤（日语：朱器台盤）
- 國寶
- 武家傳家信物：
  - 天下五劍
  - 小烏丸、髭切（日语：髭切）、膝丸（日语：膝丸）
  - 骨食薙刀（日语：骨喰藤四郎）
  - 本庄正宗
- 十種神寶
- 漢倭奴國王印
- 七種道具（日语：七つ道具）